# 祖母井神社
祖母井神社（うばがいじんじゃ）は、栃木県芳賀郡芳賀町祖母井の神社。

## 歴史
1145年（久安元年）に創建されたと伝えられる。元々は別の場所にそれぞれ「上の宮」と「下の宮」に分かれており、「上の宮」に彦火火出見命と須佐之男命が、「下の宮」に木花開耶姫命が祀られていた。上の宮は姥が池の北の台地上に、下の宮は姥が池のほとりにあった。13世紀に当地に勢力を持った祖母井氏の守護神として信仰され、民衆からは農業神・安産の神として崇敬を集めた。
1760年（宝暦10年）、上の宮が火災で焼失したため、1765年（明和2年）に両宮を現在地に移転・合祀し「星宮三社」と称することになった。（移転時期は1753年〔宝暦3年〕とする説もある。）星宮は下野国に数多く建立された神社で、開拓神である。この頃は神仏習合であったため、虚空蔵菩薩を本地仏とし、日光修験とのつながりが強かった。また、現代に継承される祇園祭（夏祭り）や輪くぐりはこの頃に始まったと見られる。
1873年（明治6年）、地名から「祖母井神社」に改称した。近代社格制度においては、村社に列せられた。現代では、縁結びや健康祈願の信仰もある。
境内には、『蛇姫様』の作家川口松太郎の句碑がある。川口がかつて祖母井郵便局に勤め、当社の隣に住んでいた縁による。

## 文化財
- 祖母井神社本殿（栃木県指定有形文化財 平成3年10月11日指定）[7] - 彩色を施した彫刻、多様な組物を特徴とする[5]。1770年（明和7年）に地元の豪農・横堀仙衛門が寄進した[1]。

## 交通アクセス
- 公共交通
  - JR東日本宇都宮線または東北新幹線宇都宮駅よりJRバス関東芳賀町役場行などで「祖母井」バス停下車すぐ

- 自動車
  - 北関東自動車道真岡ICより約25分。